# William Clark
Pour les articles homonymes, voir William Clark (homonymie) et Clark.
William Clark (1er août 1770 - 1er septembre 1838) était un explorateur américain. Il participa à la célèbre expédition Lewis et Clark à travers l'Amérique du Nord.

## Biographie

### Origines
William Clark est né le 1er août 1770 dans le comté de Caroline en Virginie. Son frère aîné, George Rogers, s'est illustré pendant la révolution américaine. Après la guerre, en 1784, la famille Clark, entraînée dans le mouvement vers l'ouest, s'installe à Louisville dans le Kentucky.
Attiré par la vie militaire, le jeune Clark s'engage dans l'armée. C'est à l'occasion des guerres indiennes sur la rivière Wabash dans les années 1789-1790 qu'il a ses premiers contacts avec les autochtones.
Au début des années 1790, il devient lieutenant d'infanterie et sert sous les ordres du général Anthony Wayne avec qui il participe à une autre guerre indienne dans la vallée de l'Ohio. Il est d'ailleurs un des artisans de la victoire lors de la bataille de Fallen Timbers. C'est à cette époque qu'il croise pour la première fois Meriwether Lewis, qui sert dans sa division. Les deux hommes deviennent vite amis.

### Prémices de l'expédition

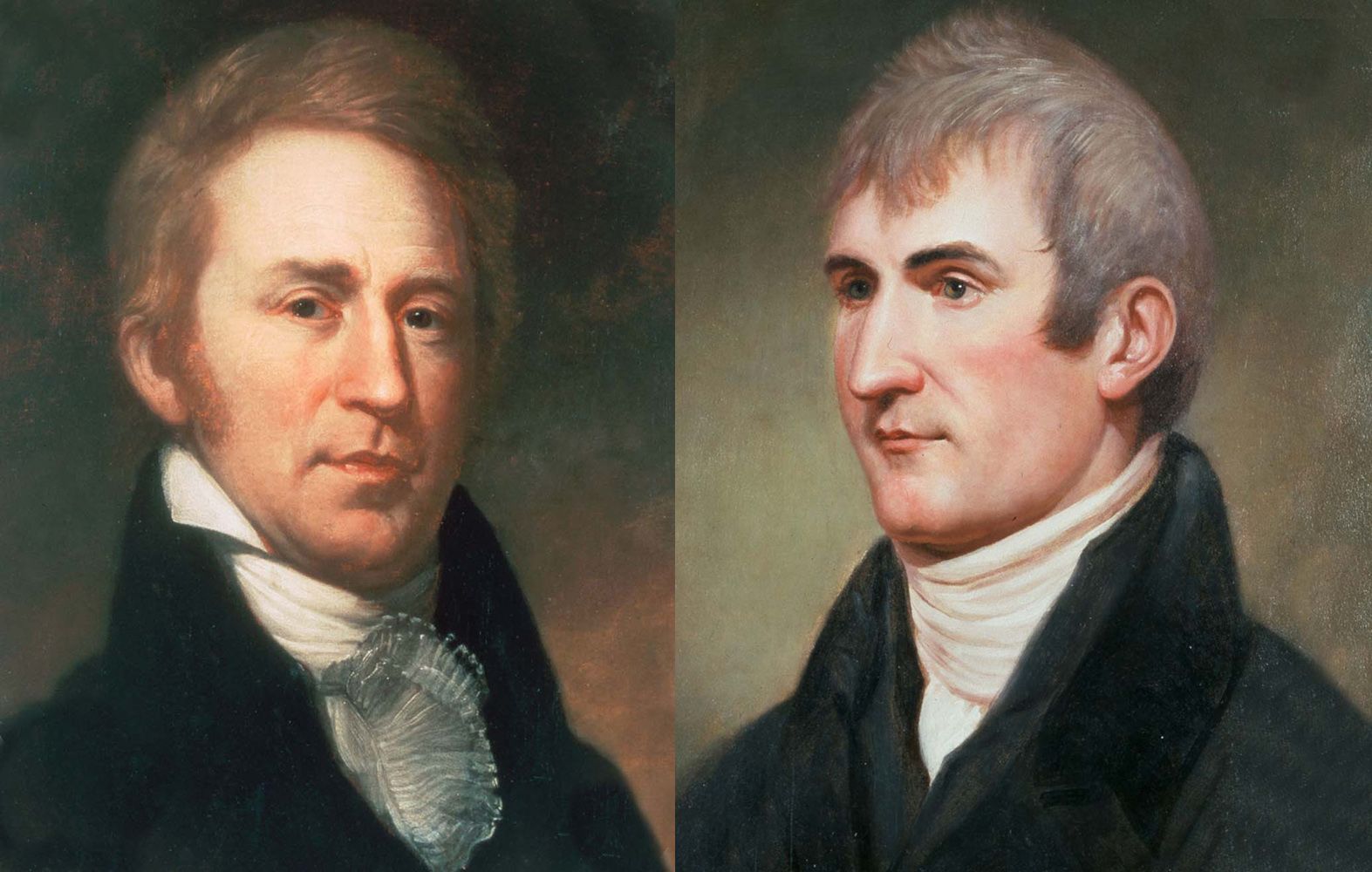
Portraits de William Clark et de Meriwether Lewis, vers 1807, par Charles Willson Peale.

Au début du XIXe siècle, Clark quitte l'armée active et va s'installer à La Nouvelle-Orléans. C'est là, dans le courant de 1803, que lui parvient le message de Lewis, devenu secrétaire particulier du président Thomas Jefferson. Son ancien compagnon lui propose de partager avec lui le commandement d'une expédition, organisée par Jefferson lui-même, dans le but d'explorer les territoires à l'ouest du Mississippi et de son affluent le Missouri. En fait, la véritable mission du voyage est de découvrir une voie de communication avec l'océan Pacifique en empruntant le Missouri.
Enthousiaste, Clark accepte. À la fin de l'année, il se retrouve au Camp Dubois, au nord de Saint-Louis avec Lewis et 45 volontaires dont deux bateliers français, Pierre Cruzatti et Francis Labiche, et neuf Canadiens-français, spécialistes du canot et de l'aviron.

### Sur le Missouri
Le 14 mai 1804, l'expédition Lewis-Clark commence à remonter le Missouri. Le 26 octobre, elle parvient chez les Mandans, dans l'actuel Dakota du Nord, où elle décide d'hiverner. En 165 jours, elle a fait un trajet de 250 km. Les Mandans, dont la tribu comprend environ 1 200 personnes et qui appartiennent à la famille des Sioux, se comportent très amicalement.
Dans le courant de l'automne, Lewis et Clark rencontrent le Français Toussaint Charbonneau qui vit avec les Sioux depuis 1796 et qui est marié avec une amérindienne de seize ans nommée Sacagawea (Femme-oiseau en langage sioux). Charbonneau accepte de servir d'interprète à l'expédition. Quant à Sacagawea, elle fera un excellent guide car sa tribu, les Shoshones, vit dans les Rocheuses et connait très bien les cols menant des Plaines à la vallée du Pacifique.
Le 7 avril 1805, quatorze hommes repartent pour Saint-Louis, tel que prévu dans le plan initial. La trentaine d'hommes qui restent font route vers l'ouest en empruntant toujours le Missouri. Le 26 avril, ils passent devant la confluence de la Yellowstone.
Le 27 juillet, ils arrivent aux Trois Fourches (Three Forks of Missouri) dans l'actuel Montana. C'est là que le Missouri prend sa source. Sacagawea leur indique le cours d'eau descendant de l'ouest comme la direction à prendre. Lewis et Clark le nomment Jefferson, celui du centre le Madison et le dernier, venant de l'est, le Gallatin. James Madison et Albert Gallatin sont respectivement le secrétaire d'État et le secrétaire du Trésor du gouvernement Jefferson.

### Dans les Rocheuses

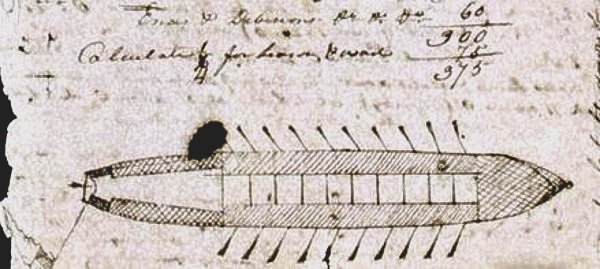
Quillard, tel qu'il est utilisé sur les rivières Ohio et Missouri au XIXe siècle, croquis à partir des notes de terrain de William Clark, du 21 janvier 1804.

Le 30 juillet 1805, Lewis et Clark commencent à remonter le Jefferson à contre-courant. Quelques jours plus tard, ils établissent leurs premiers contacts avec les Shoshones, la tribu d'où est originaire Sacagawea. Ce sont eux qui leur indiquent la direction de la piste des Nez-Percés, par où ils entrent en Idaho.
Les Nez-Percés sont aussi amicaux que l'ont été les Shoshones et les Mandans. Ils les aident à construire des canots et leur indiquent la route menant au Pacifique. L'expédition emprunte alors la rivière Clearwater, un affluent du Columbia qui se jette dans l'océan. Le 18 octobre, le groupe parvient au confluent de la Clearwater et du Columbia. Enfin, en décembre, il atteint l'estuaire du Columbia et y fonde Fort Clatsop. Lewis et Clark décident d'y prendre leurs quartiers d'hiver.
Au début du printemps 1806, Clark explore seul le cours de la Willamette et parvient au futur site de Portland, dans l'Oregon.

### Le voyage du retour
Lewis et Clark amorcent leur voyage de retour à la fin mars. Le 3 juillet, ils franchissent le col Lolo et se retrouvent sur le flanc est des Rocheuses. Le groupe décide alors de se scinder en deux. Pendant que Lewis et neuf hommes se dirigent vers les grandes chutes du Missouri par le nord, Clark et le reste de la troupe font route vers les Trois Fourches. Les deux hommes doivent se retrouver au confluent de la Yellowstone et du Missouri.
Clark ne fait pas exactement le même trajet qu'à l'aller puisque, arrivé aux Trois Fourches, il file vers le sud-est rejoindre le cours supérieur de la Yellowstone qu'il descend jusqu'au Missouri. Le 3 août, Clark est au confluent des deux cours d'eau mais Lewis n'est pas au rendez-vous. Clark décide de continuer seul. Lewis parvient à le rejoindre une dizaine de jours plus tard.
Le 14 août, l'expédition parvient au village mandan où elle se sépare de Charbonneau et de Sacagawea. Le 24 septembre, Lewis et Clark atteignent Saint-Louis. En deux ans et demi, ils auront parcouru 6 657 km, et leur voyage a été un succès total.

### Fin de carrière

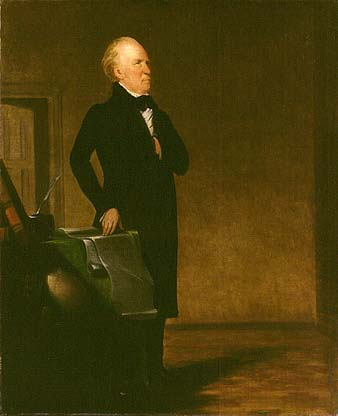
Général William Clark, 1830, National Portrait Gallery, Smithsonian Institution. Par George Catlin.

En 1807, Clark quitte définitivement l'armée et devient brigadier-général de la milice du territoire de Louisiane. En 1812, il fonde la Saint Louis Missouri Fur Company, une compagnie de traite des fourrures dont il est le premier président. Son commerce prospère, ce qui ne l'empêche pas de cumuler les postes de gouverneur du territoire du Missouri de 1813 à 1820, et de surintendant des affaires indiennes de 1822 à 1838. Il meurt à Saint-Louis chez son fils ainé le 1er septembre 1838, ayant gagné une grande réputation. Il est enterré au cimetière Bellefontaine.